# Zahorna, Căușeni
Zahorna (sau Zăgoreni, în rusă Загорное) este un sat din cadrul comunei Chițcani din raionul Căușeni, Republica Moldova.

## Istorie
Zahorna a fost menționată documentar pentru prima dată în 1429:
„Din mila lui Dumnezeu, noi, Alexandru voievod, domn al Țării Moldovei. Facem cunoscut, cu această carte a noastră, tuturor celor care o vor vedea sau o vor auzi citindu-se, că am făcut pentru sănătatea noastră pentru mântuirea noastră și am dat mănăstirii de la Neamț, înălțarea lui Hristos, iezerul la Nistru, anume Zagorna, și prisaca la Zagorna, uric, cu tot venitul ce va fi de la dânsele.

...

A scris, în anul 6937 <1429> august 31, Mihu.”